# Franz Seydelmann

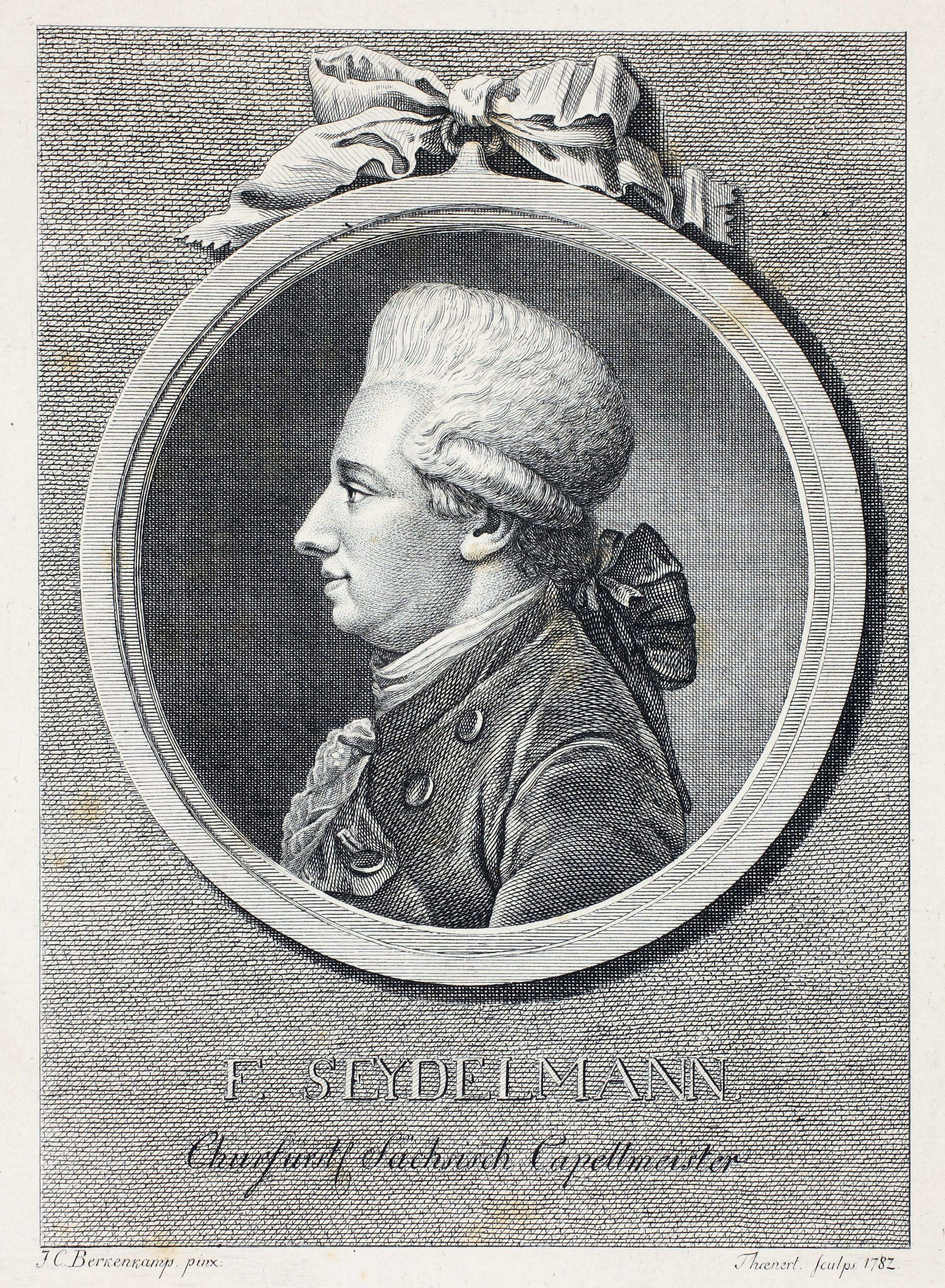
Franz Seydelmann, 1782

Johann Nikolaus Franz Seydelmann (* 8. Oktober 1748 in Dresden; † 17. Oktober 1806 ebenda) war ein deutscher Sänger (Tenor) und Komponist.

## Leben

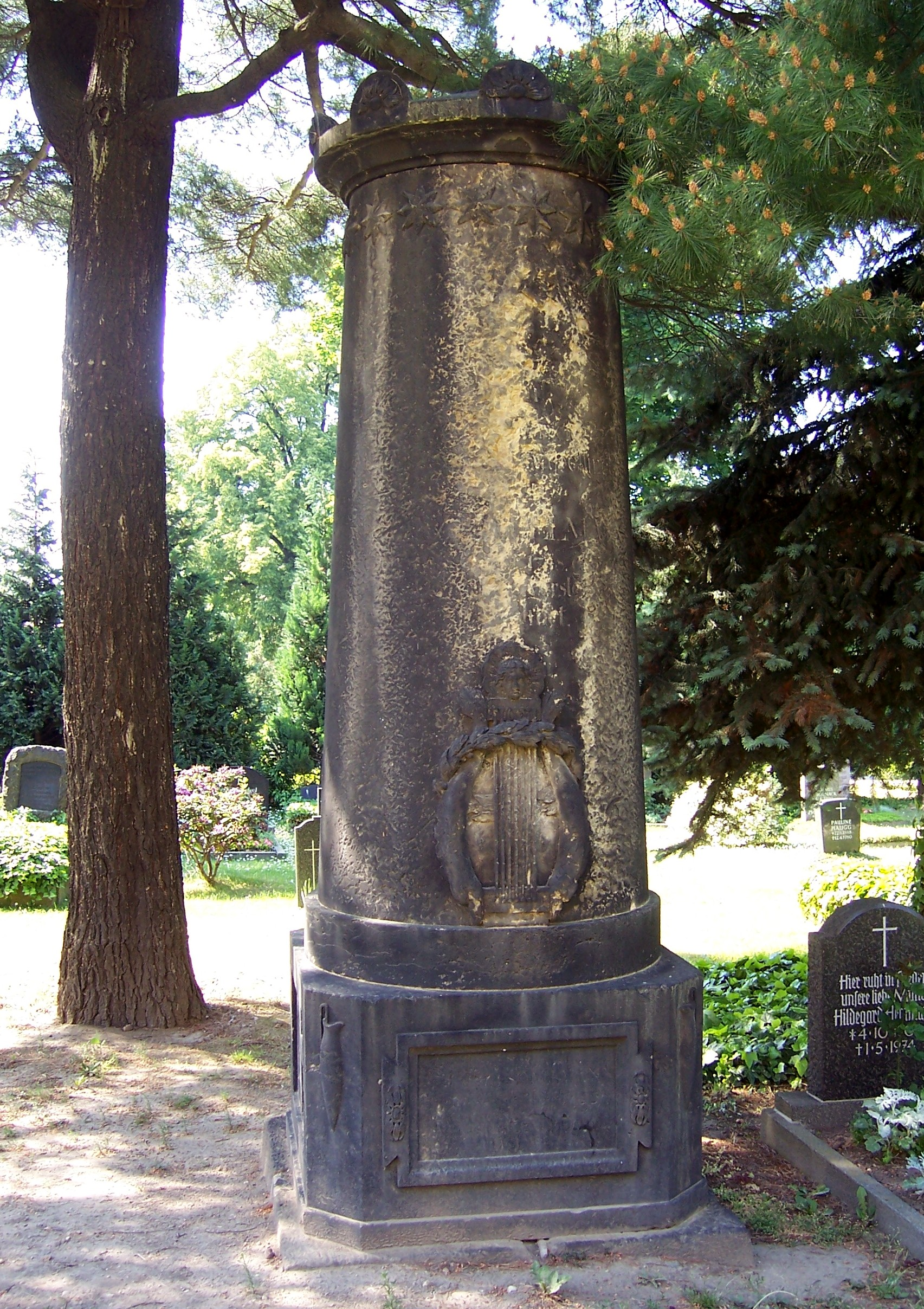
Grab Franz Seydelmanns

Er war der Sohn des kurfürstlichen Kammermusikus Francesco Seydelmann (Franz Joseph Seydelmann). Sein Bruder war der Sepiamaler Jakob Crescenz Seydelmann. Im Jahr 1765 ging Franz mit Johann Gottlieb Naumann nach Italien und bildete sich zum Tenor aus und war danach auch als solcher, zeit seines Lebens, tätig. Im Jahr 1772 war er Kirchenkompositeur in Dresden und wurde am 20. Januar 1787 Kapellmeister. Er schrieb Opern (zum Beispiel Il turco in Italia), Singspiele, Lieder, drei Oratorien und 36 Messen. Seine Messe Nr. 27 für Soli, Chor und Orchester wurde zu Weihnachten 2009 und 2016 in der Katholischen Hofkirche Dresden aufgeführt.
Einige seiner Freimaurerlieder wurden im Taschenbuch zum geselligen Vergnügen sowie im Maurerischen Liederbuch der Apfel-Loge veröffentlicht. Seydelmann verstarb 1806 in Dresden und wurde auf dem Alten Katholischen Friedhof beigesetzt.
Zum Stadtjubiläum Dresden inszenierte Henriette Sehmsdorf das Oratorium La mort d’Abèle (Der Tod Abels), das am 2. Juni 2006 im Hygienemuseum aufgeführt wurde.

## Werke (Auswahl)
- 1776: Arien aus der Schönen Arsene. Einem Singespiele in 4 Akten (Libretto August Gottlieb Meißner)
- 1776: Gioas re di Giuda (Oratorium; Libretto: Pietro Metastasio)
- 1781: 6 sonate a quattro mani
- 1788: Il turco in Italia (dramma giocoso)
- 1790: Lob des dritten Augusts. Ein Gesang (Digitalisat)
- 1801: La mort d’Abèle (Der Tod Abels; Oratorium; Libretto: Pietro Metastasio)

## Nachlass
Der kompositorische Nachlass von Franz Seydelmann wird in der Musikabteilung der Sächsischen Landesbibliothek – Staats- und Universitätsbibliothek Dresden aufbewahrt (Signatur: Mus.3550-…). Er enthält Musikautographe, Abschriften und Drucke im Umfang von ca. 350 Katalognummern.